# Abcoude
Abcoude (nizozemska izgovorjava: [ɑpˈkʌudə] ()) je trško naselje in nekdanja občina na Nizozemskem v provinci Utrecht. Od leta 2011 je del občine De Ronde Venen.

## Geografija
Abcoude leži v provinci Utrecht, okoli 13 km jugovzhodno od (središča) Amsterdama, na sotočju rek Angstel, Gein in Holendrecht.
Abcoude se nahaja približno 1 kilometer južno od Amsterdam-Zuidoosta in 20 kilometrov jugozahodno od Almereja. Angstel teče skozi sredino Abcoudeja , ki se izliva v Abcoudermeer (Abcoudersko jezero) in se nato nadaljuje kot Holendrecht. 

## Zgodovina
Abcoude je bil prvič omenjen v poročilu iz leta 1085 škofa iz Utrechta. V tem dokumentu so bili prebivalci Abcoudeja imenovani "habitatores de Abecenwalde". Do 8. stoletja je bilo porečje reke Geina tudi del frizijskega pagusa Niftarlake. Okoli leta 719 je ta del Zahodne Frizije priključen Frankovskemu imperiju. Vendar pa je frizijsko plemstvo še naprej vladalo grofiji Niftarlake, dokler ni cesar Oton I. Veliki leta 953 grofije odvzel frizijskemu grofu Hattu in jo podaril škofiji Utrecht .
Grad Abcoude se je nahajal na (pogosto sporni) meji nekdanje grofije Holandije in škofije Utrecht. Grad je med uničenjem prvič omenil Gijsbreht Amstelski leta 1274. Kasneje je bil grad prezidan, danes pa so v pokrajini, obdani z obnovljenim jarkom, vidni le temelji.

Leta 1672 so Francozi požgali večji del mesta. Leta 1820 je imel Abcoude 1100 prebivalcev. Občina Abcoude je bila ustanovljena leta 1941 iz nekdanjih občin Abcoude-Proosdij (vsebuje vas Abcoude) in Abcoude-Baambrugge (vsebuje vas Baambrugge).

## Galerija slik
- In 't Gein pri Abcoude Willema Roelofa (1870)
- Pogled na Abcoude.
- Reka Angstel v Abcoudeju